# Єнс Еріксен
Єнс Еріксен (дан. Jens Eriksen; нар. 30 грудня 1969, Глоструп, Столична область, Данія) — данський бадмінтоніст, олімпійський медаліст, призер чемпіонатів світу, чемпіон Європи.

## Виступи на Олімпіадах
| Олімпіада    | Дисципліна      | Місце  |
| ------------ | --------------- | ------ |
| Атланта 1996 | парний розряд   | 9      |
| Атланта 1996 | змішаний розряд | 9      |
| Сідней 2000  | змішаний розряд | 5      |
| Сідней 2000  | парний розряд   | 5      |
| Афіни 2004   | змішаний розряд | Бронза |
| Афіни 2004   | парний розряд   | 4      |
| Пекін 2008   | парний розряд   | 9      |

Бронзову медаль виборов в парі з Метте Шьольдагер на літніх Олімпійських іграх 2004 року в Афінах в парному змішаному розряді.

## Виступи на Чемпіонатах світу
Срібний медаліст чемпіонату світу 1997 (партнерка — Марлен Томсен) та 1995 (партнерка — Хелен Кіркегаард) років у парному змішаному розряді. Бронзовий медаліст чемпіонату світу 2006 року (партнер — Мартін Лундгаард Хансен) в парному чоловічому розряді. Бронзовий медаліст чемпіонату світу 2001 року (партнерка — Метте Шьольдагер) в парному змішаному розряді.

## Виступи на Чемпіонатах Європи
Чемпіон Європи 2006 року (партнер — Мартін Лундгаард Хансен), 2004 (партнер — Мартін Лундгаард Хансен), 2002 (партнер — Мартін Лундгаард Хансен) та 2000 (партнер — Єспер Ларсен) років в парному чоловічому розряді. Чемпіон Європи 2002 року (партнерка — Метте Шьольдагер) парному змішаному розряді. Багаторазовий срібний та бронзовий призер чемпіонатів Європи в парному чоловічому та змішаному розрядах.